# Новосибирское водохранилище
Новосиби́рское водохрани́лище (также именуемый Обское море) — искусственный водоём (водохранилище) на реке Обь. Возникло после завершения строительства плотины Новосибирской ГЭС в 1957—1959 годах. Находится на территории Новосибирской области и Алтайского края. На берегах водохранилища расположены города: Бердск, Камень-на-Оби и Новосибирск.
В результате создания водохранилища была полностью затоплена центральная историческая часть города Бердска, а также множество деревень Новосибирской области.

## Название
Ударение в слове Обское может быть различным — несмотря на то, что согласно правилам русского языка ударение должно ставиться на первый слог — О́бское, в Новосибирске используют разговорную форму — Обско́е.

## Основные характеристики
Площадь (при нормальном подпорном уровне) — 1070 км², объём — 8,8 км³, длина — около 200 км, наибольшая ширина — 22 км, наибольшая глубина — 25 м; отметка нормального подпорного уровня — 113,5 м, отметка форсированного подпорного уровня — 115,7 м, отметка уровня мёртвого объёма — 108,5 м.

## Острова
В акватории водохранилища расположено не менее 100 островов, однако их точное количество неизвестно. В их числе: Атамановский, Дикий, Елбанские острова, Елбань, Каменный, Каменский, Красноярский Борок, Красный Яр, Логунов, Нечунаевский, Пичуговские, Половинский Борок, Семизародный, Тань-Вань, Хохлов Борок, Хре́новый, Шарапский, Шляповский, Шумского Кордона.

## Притоки
В правобережье в Новосибирское водохранилище впадают: Храпиха, Сухая, Малый Чингис, Чингис, Хмелёвка, Каменка, Ельцовка, Ерестная, Глухая, Ельцовка, Каракан, Атамановка, Бороздиха, Тулка, Мильтюш, Сосновка, Раздельная, Бердь, Зырянка.
В левобережье впадают Суетка, Разбойная, Крутишка, Масляха, Алеус, Кирза, Быструха, Орда, Ирмень, Шарап, Махалиха.
Из всех рек самой полноводной является Бердь, второе место в этой категории занимает Каракан.

## История

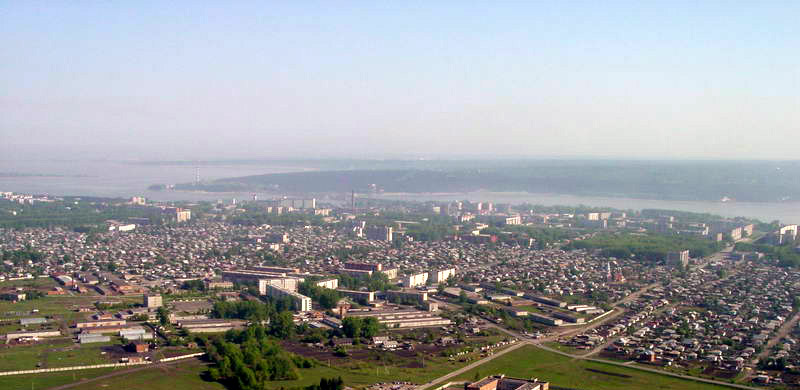
Бердск и Бердский залив, лето 2003 г.

При наполнении водохранилища были затоплены часть города Бердска и населённые пункты трех районов Новосибирской области — Новосибирского сельского, Ирменского, Ордынского и двух районов Алтайского края — Крутихинского и Каменского. В общей сложности было затоплено 94,8 тыс. га земель, в том числе 28,4 тыс. га сельхозугодий и 30,5 тыс. га леса и кустарников. Удельный вес затопляемых площадей в земельном фонде районов, затронутых водохранилищем, составляет 5,9 %. В зону влияния водохранилища попало 59 населённых пунктов с населением около 43 тыс. человек, из которых 31 попал под затопление полностью, 25 — частично затоплены или подтоплены, 3 — оказались на островах. При подготовке ложа водохранилища к затоплению было перенесено 8225 строений. В 51 населённом пункте Новосибирской области были затоплены 10307 дворов, из них полностью затоплено — 3249.
В зону затопления попал ряд промышленных предприятий, преимущественно мелких, из крупных — мельница в Бердске и элеватор в Камне-на-Оби. Было переустроено 17 км Каменского тракта и 128 км сельских дорог, построен новый железнодорожный мост через реку Бердь.

## Хозяйственное значение
Водохранилище используется в интересах гидроэнергетики, водоснабжения и рыболовства.
Здесь водятся ценные виды рыб: осётр, стерлядь, нельма, муксун, чир, сиг, пелядь.
Однако объектами рыбной ловли как правило являются: судак, сазан, налим, линь, лещ, щука, хариус, язь, плотва, карась, елец, окунь. Значительная часть выловленной здесь рыбы не пригодна для употребления в пищу по причине зараженностью описторхозом. Для исключения заражения должна применяться термическая или другие виды обработки в строгом соответствии с рекомендациями.
Обское море — место активного отдыха (пляжи в районе Академгородка устроены по инициативе С. А. Христиановича) и ежегодного проведения соревнований по парусному спорту на Кубок России и Кубок Обского моря.
Прогнозируемая продолжительность существования Обского водохранилища — около 400 лет.

## Спорт
В акватории водохранилища организуются различные спортивные мероприятия.
Каждую зиму здесь устраивают всероссийские соревнования по сноукайтингу и зимнему виндсёрфингу «Кубок Сибири».
Летом 2018 года на Обском море прошёл Кубок России по парусному спорту.

## Экологические проблемы
В числе экологических проблем выделяют как естественные причины (загрязнение весной водами Алтая, природные аномалии, размывание берегов), так и антропогенные (замусоривание прибрежной территории, судоходство, разработка карьеров).

## Галерея

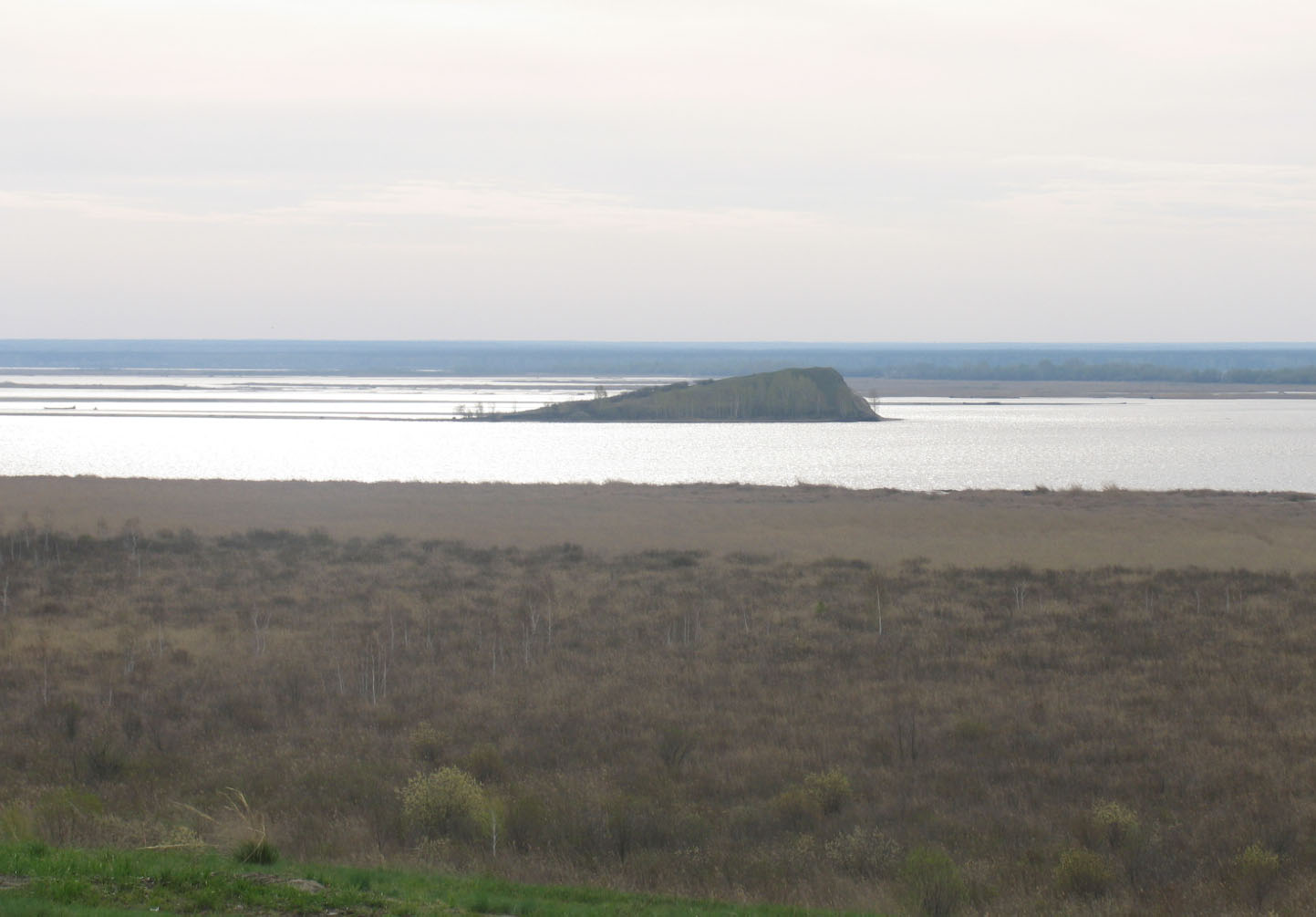
Остров в районе села Масляха Крутихинского района
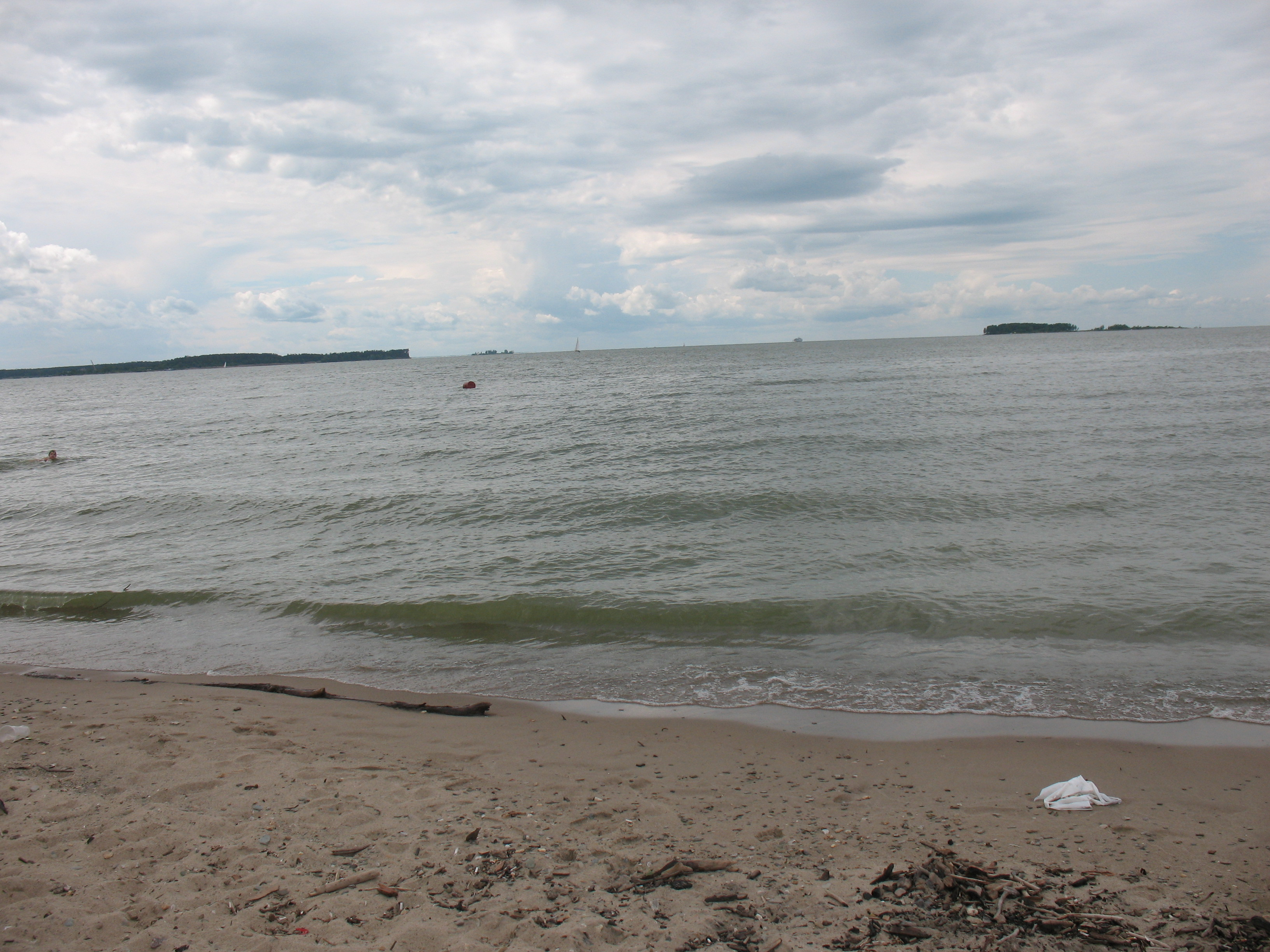
Справа на горизонте остров Тайвань
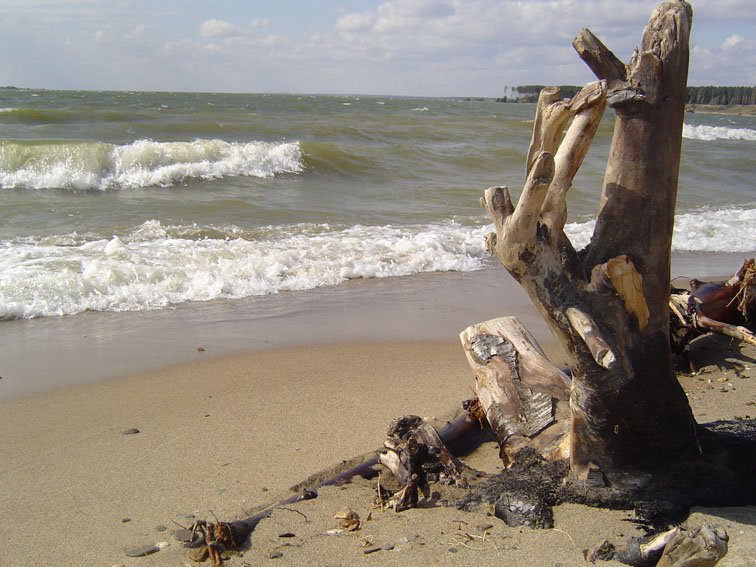
Берег водохранилища вблизи Бердска
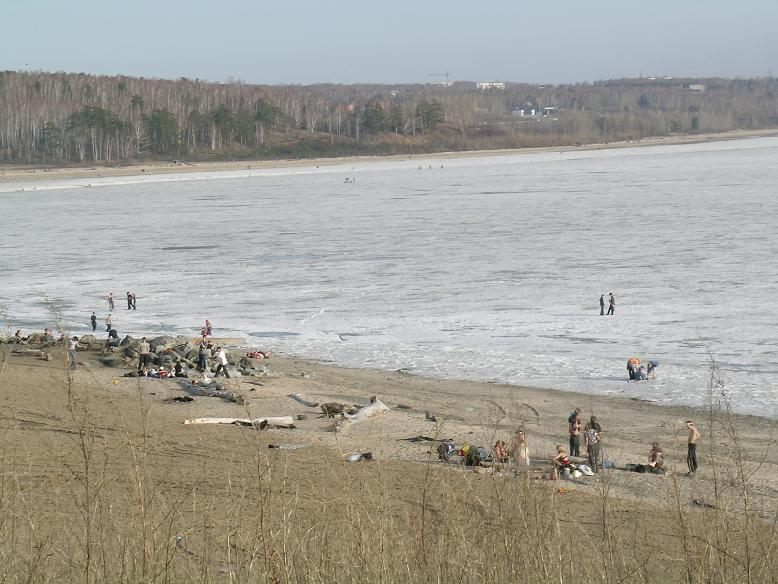
Водохранилище весной
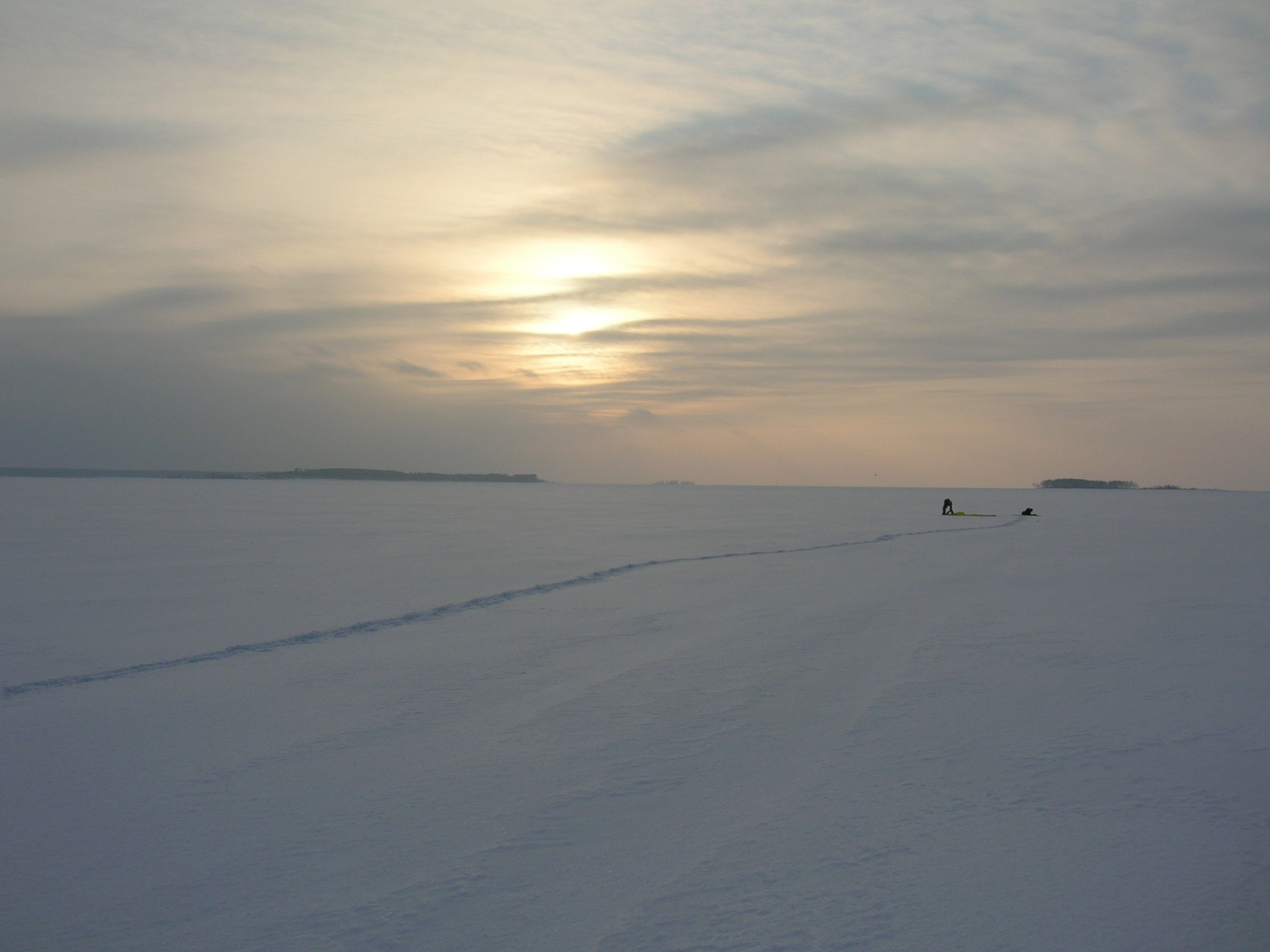
Водохранилище зимой
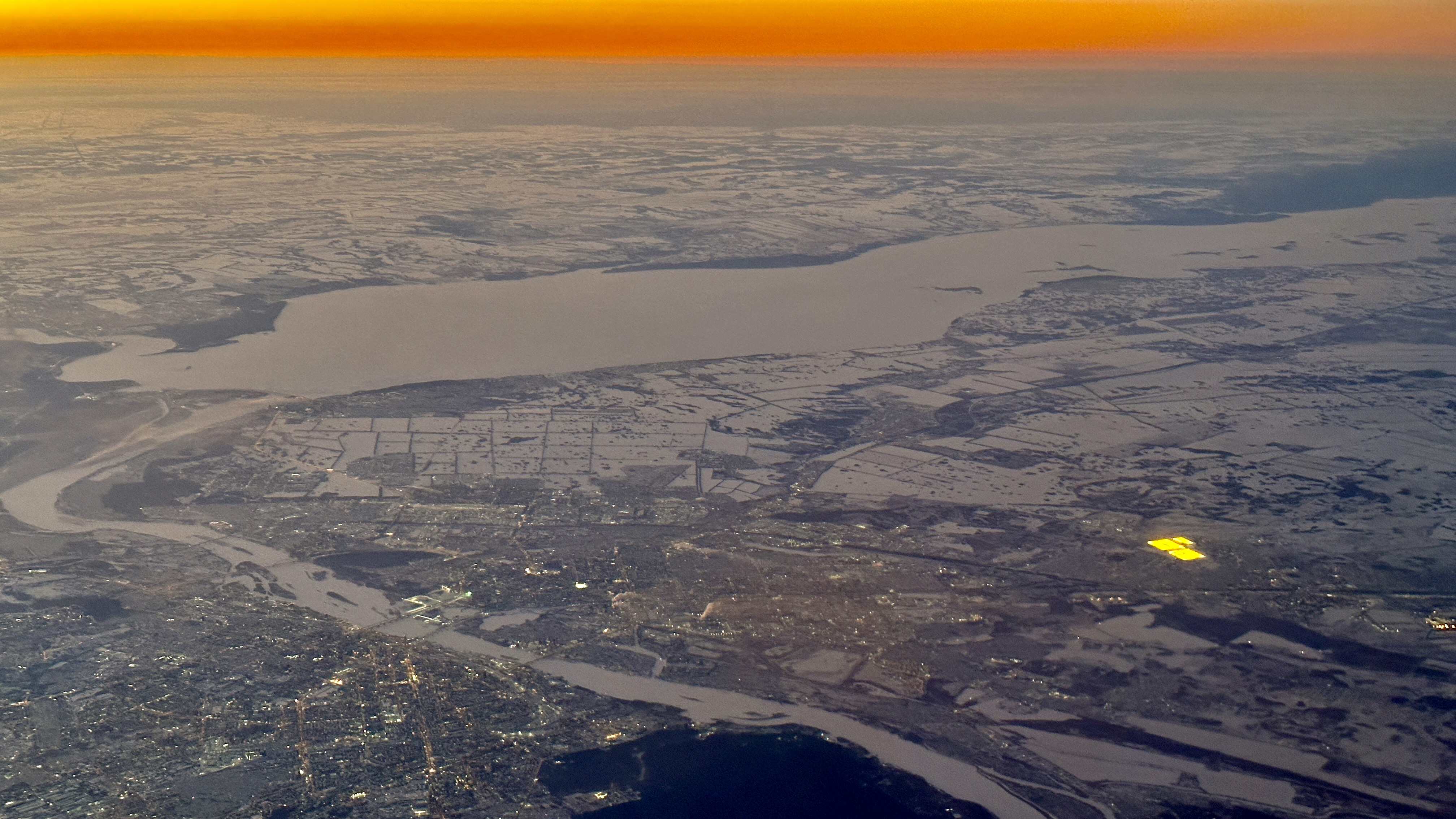
Рассвет над водохранилищем зимой